# Hohenbergia polycephala
Hohenbergia polycephala là một loài thực vật có hoa trong họ Bromeliaceae. Loài này được (Baker) Mez mô tả khoa học đầu tiên năm 1896.